# Kasteel van Selles-sur-Cher

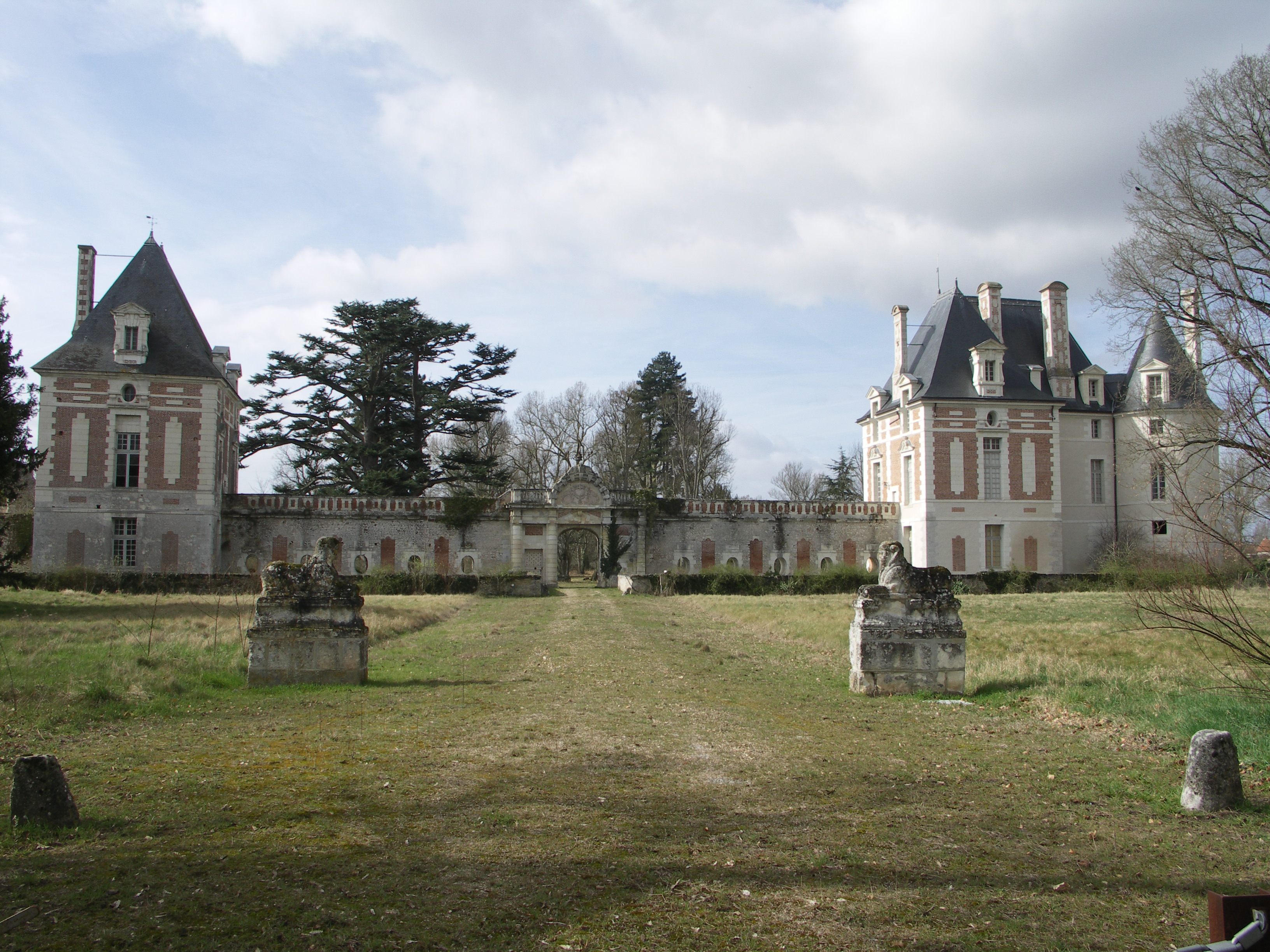
Het Kasteel van Selles-sur-Cher

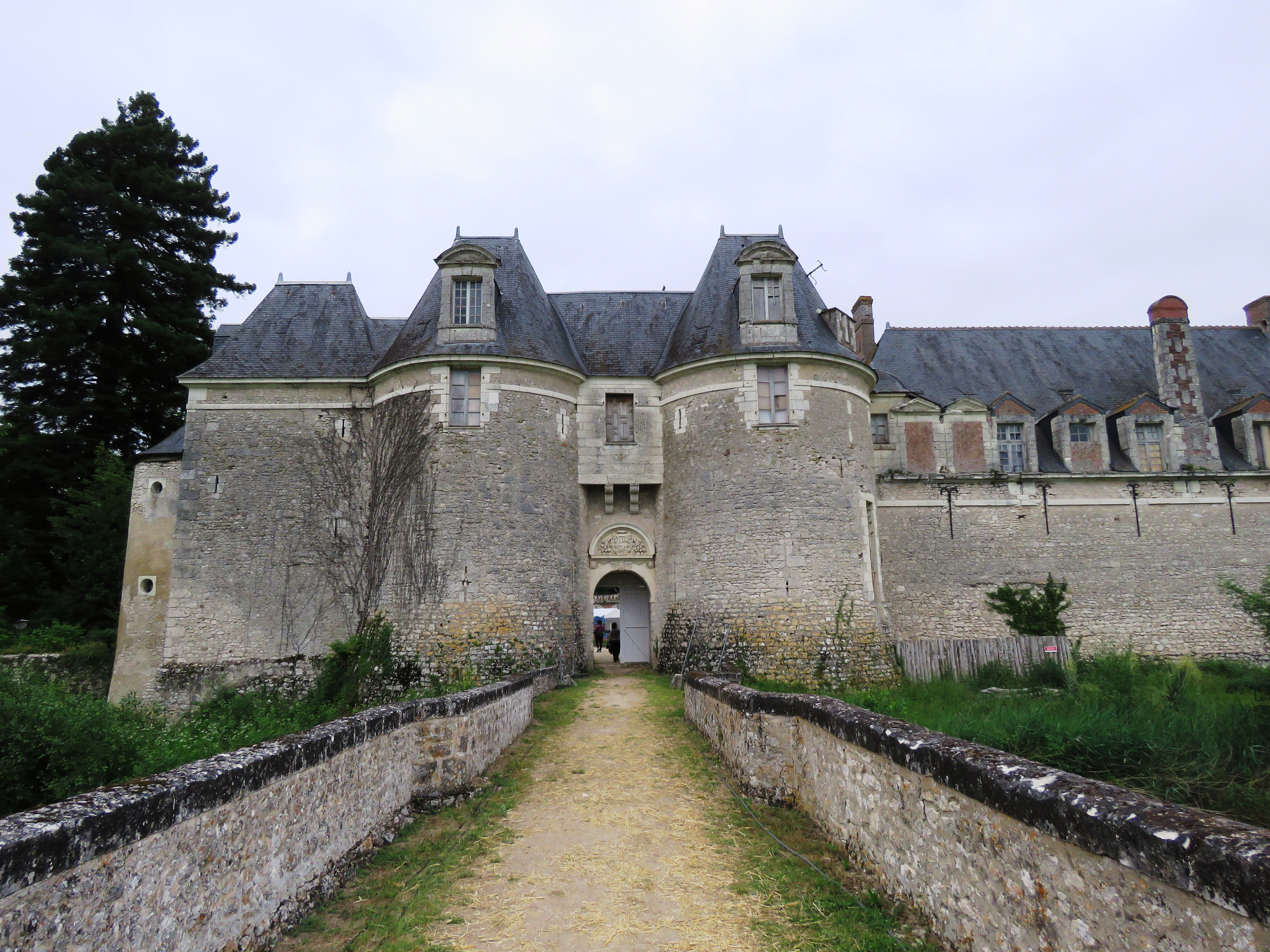
De middeleeuwse ingangspoort

Het Kasteel van Selles-sur-Cher (Frans: Château de Selles-sur-Cher) is een kasteel gelegen in Selles-sur-Cher.
Op de plaats van het kasteel, aan de oever van de Cher, werd in de 10e eeuw een burcht gebouwd om de abdij van Celles te beschermen tegen de invallen van Noormannen. De oudste delen van het kasteel dateren uit de 13e eeuw. Dit zijn de dubbele toren met de ingangspoort en de tour du Coq met een deel van de oorspronkelijke weergang. De middeleeuwse burcht telde negen torens met daartussen een weergang.
In de 15e eeuw werd het kasteel eigendom van de familie la Trémoïlle. In 1429, tijdens de Honderdjarige Oorlog, werd op de vesting krijgsraad gehouden voor de slag van Orléans. In 1604 werd de broer van de hertog van Sully, Philippe de Béthune, eigenaar van de vesting. Hij liet de oude vesting geheel aanpassen zodat het voldeed aan de trend van die tijd. Het nieuwe château wordt opgetrokken uit baksteen en tufsteen zoals voor die tijd gebruikelijk was.
In 1912 is het paviljoen Philippe de Béthune in het kasteel gerestaureerd door de bekende Franse architect Pierre Henri Mary Chauvallon. Hij is mede betrokken geweest bij de restauraties van Kasteel van Beauregard en Kasteel van Trécy in Villeherviers.